# Хелу
Хелу — царь Элама, правил приблизительно в 2320 — 2290 годах до н. э.
О царе Хелу ничего не известно, сведения о нём ограничиваются лишь эламским царским списком, но возможно ко времени его правления относится найденная на раскопках печать управителя Эпшума, который был современником аккадского царя Маништушу. Эпшум повелел посвятить статуэтку Маништушу храму богини победы Нарунди в Сузах. В этот период аккадский царь упрочил своё влияние в эламских землях, завоевав Аншан и побережье Персидского залива. В одной из надписей Маништусу указывает, что он «царей Аншана и Ширихума ниспроверг у Нижнего моря» и увёз из их городов добычу, которую «посвятил богу Энлилю. Перед богами Шамашем и Амал клянусь, что в этом нет лжи, всё правда».
| Аванская династия          |                                     |                |
| Предшественник: Хишепратеп | царь Элама ок. 2320 — 2290 до н. э. | Преемник: Хита |